# Perittia smaragdophanes
Perittia smaragdophanes är en fjärilsart som beskrevs av Edward Meyrick 1932. Perittia smaragdophanes ingår i släktet Perittia och familjen gräsmalar, Elachistidae. Inga underarter finns listade i Catalogue of Life.